# Thermoascus
Thermoascus — рід грибів родини Trichocomaceae. Назва вперше опублікована 1907 року.

## Класифікація
До роду Thermoascus відносять 6 видів:
- Thermoascus aegyptiacus
- Thermoascus aurantiacus
- Thermoascus crustaceus
- Thermoascus isatschenkoi
- Thermoascus taitungiacus
- Thermoascus thermophilus